# All I Need (Sylvester)
All I Need es el nombre del sexto álbum del cantante Sylvester y uno de los más exitosos, lanzado en 1982 por la discográfica Megatone Récords de Estados Unidos.

## Lista de canciones
| Side One |                      |                   |          |  |
| N.º      | Título               | Escritor(es)      | Duración |  |
| 1.       | «All I Need»         | Wirrick, Mehl     | 4:27     |  |
| 2.       | «Be With You»        | James Wirrick     | 6:38     |  |
| 3.       | «Do You Wanna Funk?» | Cowley, Sylvester | 3:31     |  |
| 4.       | «Hard Up»            | Wirrick, Mehl     | 4:39     |  |

| Side Two |                              |               |          |  |
| N.º      | Título                       | Escritor(es)  | Duración |  |
| 5.       | «Don't Stop»                 | Wirrick, Mehl | 6:51     |  |
| 6.       | «Tell Me»                    | James Wirrick | 4:49     |  |
| 7.       | «Won't You Let Me Love You?» | James Wirrick | 6:46     |  |